# Bani Naim
Bani Naim (arab. بني نعيم) – miasto w Autonomii Palestyńskiej (Zachodni Brzeg). Według danych szacunkowych na 2012 liczy 23 511 mieszkańców.